# Замоскворіцьке (електродепо)
55°38′54″ пн. ш. 37°37′17″ сх. д. / 55.64833° пн. ш. 37.62139° сх. д.
Електродепо «Замоскворіцьке» (ТЧ-7) — депо Московського метрополітену, яке обслуговує  Велику кільцеву та тимчасово (до відкриття ТЧ «Столбове») Троїцьку лінію.

## Лінії, що обслуговуються (2022)
| Лінія                                                                 | Роки        |
| --------------------------------------------------------------------- | ----------- |
| Замоскворіцька лінія (включаючи дільницю майбутньої Каховської лінії) | 1969 — 2021 |
| Каховська лінія (як окрема лінія)                                     | 1995 — 2019 |
| Велика кільцева лінія                                                 | з 2021      |

## Рухомий склад
| Тип вагонів                  | Роки        |
| ---------------------------- | ----------- |
| Е                            | 1969 — 1988 |
| Ем508, Ем509, Еж, Еж1        | 1970 – 1988 |
| Еж3, Ем-508Т                 | 1977 — 1982 |
| 81-717/714                   | з 1979      |
| 81-717.5/714.5               | з 1987      |
| 81-714.5М                    | з 2008      |
| 81-720/721 «Яуза»            | з 2008      |
| 81-775/776/777 «Москва-2020» | з 2021      |